# ニック・デバー
ニコラス・アダム・デバー（Nicholas Adam DeBarr、1983年8月24日 - ）は、アメリカ合衆国のカリフォルニア州ヘイワード出身の元プロ野球選手（投手）。右投右打。

## 経歴

### プロ入りとレイズ傘下時代
2002年のMLBドラフトでタンパベイ・デビルレイズからドラフト14巡目（全体404位）で指名され、プロ入りを果たした。この年は、まず傘下アドバンスルーキーリーグのプリンストン・レイズで11試合（うち6試合で先発）に登板し、3勝1敗、防御率4.71を記録した。その後、傘下ショートシーズンA級のハドソンバレー・ラネゲーズに昇格した。ここでは、4試合（うち3試合で先発）に登板し、1勝2敗、防御率4.24を記録した。
2003年は、傘下A級のチャールストン・リバードッグスで27試合（うち20試合で先発）に登板し、11勝7敗、防御率4.15を記録した。
2004年は、傘下A+級のベイカーズフィールド・ブレイズで26試合（うち10試合で先発）に登板し、1勝4敗1セーブ、防御率4.91を記録した。
2005年は、故障のため全休した。
2006年は、傘下A+級のバイセリア・オアクスで40試合に登板し、4勝3敗9セーブ、防御率2.74を記録した。オフの12月7日に行われたルール・ファイブ・ドラフトでボストン・レッドソックスから指名されて移籍した。
2007年開幕前の3月12日にレイズに復帰した。この年は、傘下AA級のモンゴメリー・ビスケッツで53試合に登板し、3勝4敗4セーブ、防御率3.47を記録した。
2008年は、傘下AAA級のダーラム・ブルズで50試合に登板し、7勝5敗1セーブ、防御率4.73を記録した。オフの11月3日にFAとなった。

### ドジャース傘下時代
2008年11月30日に、ロサンゼルス・ドジャースとマイナー契約を結んだ。
2009年は、傘下AAA級のアルバカーキ・アイソトープスで23試合に登板し、2勝0敗、防御率7.36を記録した。オフの11月9日にFAとなった。
2010年は全休した。

### 独立リーグ時代
2011年は、アメリカン・アソシエーションのフォートワース・キャッツで40試合（うち2試合で先発）に登板し、4勝6敗9セーブ、防御率4.18を記録した。オフに退団した。
2012年は、アメリカン・アソシエーションのグランドプレーリー・エアーホッグスで22試合（うち2試合で先発）に登板し、12勝7敗、防御率4.34を記録した。シーズン途中に退団し、9月17日にアトランティックリーグのロングアイランド・ダックスと契約を結んだ。ここでは、2試合に登板した。
2013年は、35試合（うち16試合で先発）に登板し、5勝7敗、防御率6.71を記録した。オフに退団した。
2014年は、パシフィック・アソシエーションのサンラファエル・パシフィックスで6試合に登板して、2勝3敗、防御率4.60を記録した。7月にアトランティックリーグのカムデン・リバーシャークスに移籍して20試合（うち6試合で先発）に登板し、1勝4敗、防御率8.18を記録した。
2015年からはサンラファエル・パシフィックスに復帰。投手コーチも務めながら2018年までの4年間所属し、この年限りで現役を引退した。